# Alfred Keller (general)
Alfred Keller, nemški vojaški pilot in general, * 19. september 1882, Bochum, † 11. februar 1974, Berlin.

## Napredovanja
- Fähnrich (22. november 1902)
- poročnik (?)
- nadporočnik (18. avgust 1911)
- stotnik (8. november 1914)
- nazivni major (16. januar 1920)
- podpolkovnik (?)
- polkovnik (1. januar 1934)
- generalmajor (1. april 1936)
- generalporočnik (1. februar 1938)
- general letalcev (1. april 1939)
- generalpolkovnik (19. julij 1940)

## Odlikovanja
- Pour le Mérite (4. december 1917)
- viteški križ železnega križa (24. junij 1940)
- 1914 železni križec I. razreda
- 1914 železni križec II. razreda
- RK des Kgl. Preuss. Hausordens von Hohenzollern mit Schwertern: 00.00.1917
- Kgl. Preuss. Flugzeugführer-Abzeichen
- Kgl. Bayer. Militär-Verdienstorden IV. Klasse mit Schwertern und mit der Krone
- Grossherzoglich Hessische Tapferkeitsmedaille
- Ehrenkreuz für Frontkämpfer
- Wehrmacht-Dienstauszeichnung IV. bis II. Klasse
- Gemeinsames Flugzeugführer- und Beobachter-Abzeichen in Gold mit Brillanten
- Spange zum EK I
- Spange zum EK II